# Georg Jacob Stockinger
Georg Jacob (auch: Jakob) Stockinger (* 9. September 1798 in Odernheim am Glan; †  10. Januar 1869 in Frankenthal (Pfalz)) war ein deutscher Jurist und Mitglied der Frankfurter Nationalversammlung.

## Leben
Nachdem Stockinger das Gymnasium besucht hatte, studierte er von 1818 bis 1821 Rechtswissenschaften an den Universitäten in Jena und Bonn. Während seines Studiums schloss er sich der Urburschenschaft in Jena und der Burschenschaft Allgemeinheit Bonn an. Seit 1822 arbeitete er als Advokat am Bezirksgericht Frankenthal, einem Vorläufer des heutigen Landgericht Frankenthal (Pfalz).
Erstmals wurde er 1837 in die Kammer der Abgeordneten (Bayern) der Bayerischen Ständeversammlung als Mitglied der Klasse der Gutsbesitzer gewählt. Von 1845 bis 1849 war er erneut Abgeordneter und führender liberaler Oppositioneller in der Bayerischen Ständeversammlung, die ab 1848 Bayerischer Landtag genannt wurde. 1848 nahm er an der Heidelberger Versammlung der 51 teil und war 1848/49 Mitglied der Frankfurter Nationalversammlung für den Wahlbezirk Bayern 4 (Schwaben-Günzburg) der Fraktion Westendhall. Er gehörte dem Märzverein an und stimmte gegen die Wahl Friedrich Wilhelms IV. zum Kaiser der Deutschen. 1849 war er Abgeordneter des Stuttgarter Rumpfparlaments. Im Juli 1849 zog er wieder als Abgeordneter in die Abgeordnetenkammer der bayerischen Ständeversammlung ein.
Von 1857 bis 1863 arbeitete er als Oberstaatsanwalt am Bezirksgericht in Frankenthal, wo er auch die letzten Jahre seines Lebens verbrachte.